# District de Kapiri Mposhi
Le district de Kapiri Mposhi est un district de Zambie, situé dans la province Centrale. Sa capitale se situe à Kapiri Mposhi. Selon le recensement zambien de 2000, le district a une population de 194 752 personnes.